# ゴキゲン鳥 〜crawler is crazy〜
『ゴキゲン鳥 〜crawler is crazy〜』（ゴキゲンとり クロウラー イズ クレイジー）は、日本のバンドSOPHIAの7枚目のシングルである。1998年4月22日発売。発売元はトイズファクトリー。

## 概要
- 前作から5か月での発売となるシングル。
- 表題曲は、隠喩を多用したシニカルな歌詞が特徴。
- ジャケット写真は全裸の金髪女性がアヒルのおまるを被って横断歩道で三輪車を漕いでいるもの。

## 収録曲
全曲 作詞：松岡充、編曲：SOPHIA
1. ゴキゲン鳥 〜crawler is crazy〜
作曲：都啓一
2. farewell
作曲：松岡充
3. ゴキゲン鳥 〜crawler is crazy〜 カラオケ

## 楽曲の収録アルバム
- オリジナル『ALIVE』（1998年）
※album version
- ライブ『1999』（2000年）
- ベスト『THE SHORT HAND〜SINGLES COLLECTION〜』（2001年）
- オムニバス『SUMMER MELODY』（2002年）
- ベスト『ALL 1995〜2010』（2011年）
- ベスト『ALL SINGLES「A」』（2011年）

## 他のアーティストによるカバー
| 曲名                            | 発売日         | アーティスト  | 収録作品                                                                     | 備考 |
| ------------------------------- | -------------- | ------------- | ---------------------------------------------------------------------------- | ---- |
| ゴキゲン鳥 〜crawler is crazy〜 | 2011年11月23日 | Annie's Black | カバーコンピレーションアルバム『CRUSH!2 -90's V-Rock best hit cover songs-』 |      |